# Generation Kill (livre)
Pour les articles homonymes, voir Generation Kill.
Generation Kill  est un essai écrit par le journaliste Evan Wright (en) et paru en 2004. Il rapporte l'expérience de ce dernier comme journaliste embarqué en 2003 avec le 1st Reconnaissance Battalion du Corps des Marines des États-Unis lors de l'Opération liberté irakienne. Travaillant pour le magazine Rolling Stone, son récit de vie avec les marines a été publié en trois parties par le périodique au cours de l'automne 2003. Le premier de ces articles, The Killer Elite, a gagné un National Magazine Award en 2004.